# Церковь Петра и Павла (Североуральск)
Церковь Петра и Павла — православный храм в городе Североуральске Свердловской области, памятник федерального значения.

## История
В 1767 году на левом берегу реки Колонги на средства уральского горнозаводчика Максима Походяшина с благословения Тобольского митрополита Павла был заложен фундамент каменного храма во имя святых апостолов Петра и Павла.
Из-за смерти Походяшина строительство растянулось на 30 лет. Нижний этаж был готов в 1787 году и освящён в честь Казанской иконы Божьей Матери, а верхний — в 1798 году (в честь святых апостолов Петра и Павла).
Общая высота храма составляет 57,5 м, длина — 37,81 м, ширина — 12,25 м.
Храм является образцом сочетания уральского барокко и провинциального классицизма середины XIX века. К барокко относятся два первых яруса церкви. Наружная отделка кружальных элементов выполнена специальным фасонным кирпичом. Трёхъярусная колокольня построена в классическом русском стиле и состоит из неярко выраженных элементов: восьмерик на четверике.
Храм функционировал до весны 1929 года, когда был сброшен его главный колокол, а утварь и иконы реквизированы, вывезены и безвозвратно утеряны. За первые 20 лет после закрытия церкви была разрушена чугунная ограда художественного литья, снесены и застроены складами надгробия могил священников, полностью разрушено внутреннее убранство.
31 августа 1960 года церковь Петра и Павла была включена в список памятников культуры. В 1970—1980-х годах обсужалась идея разместить краеведческий музей в здании церкви, но в итоге 24 ноября 1988 года решением исполкома городского Совета народных депутатов здание церкви было передано православной общине.

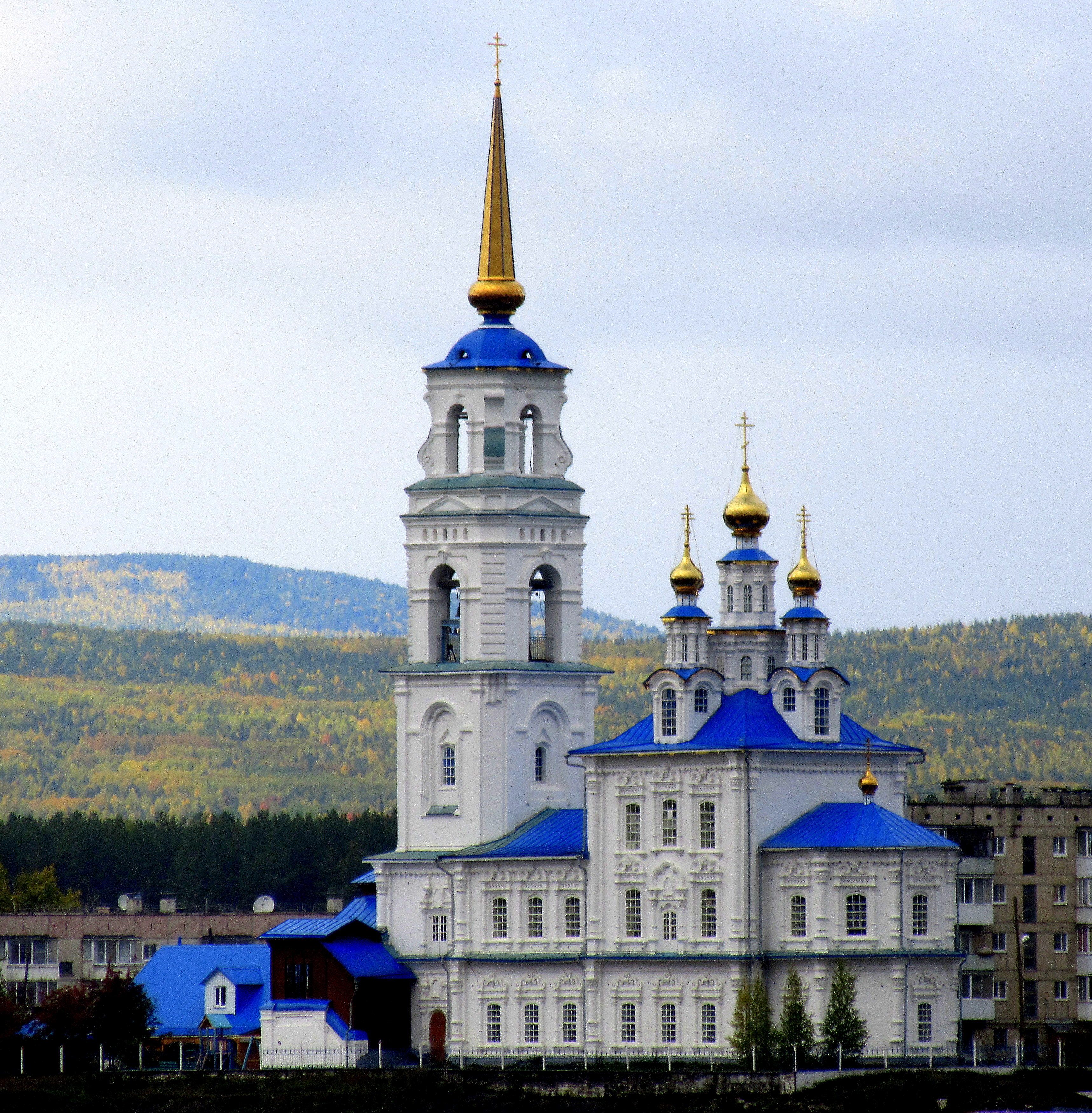
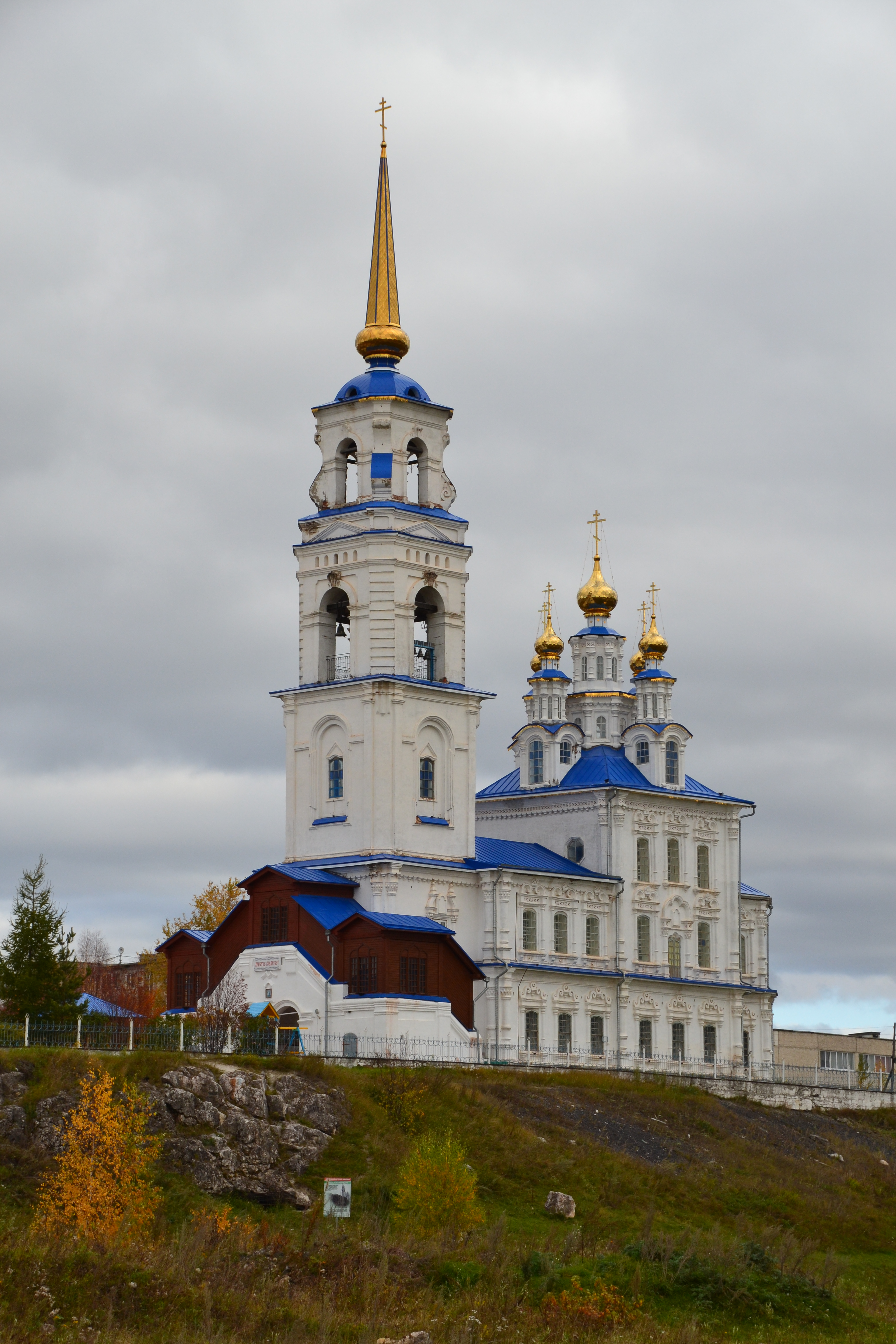
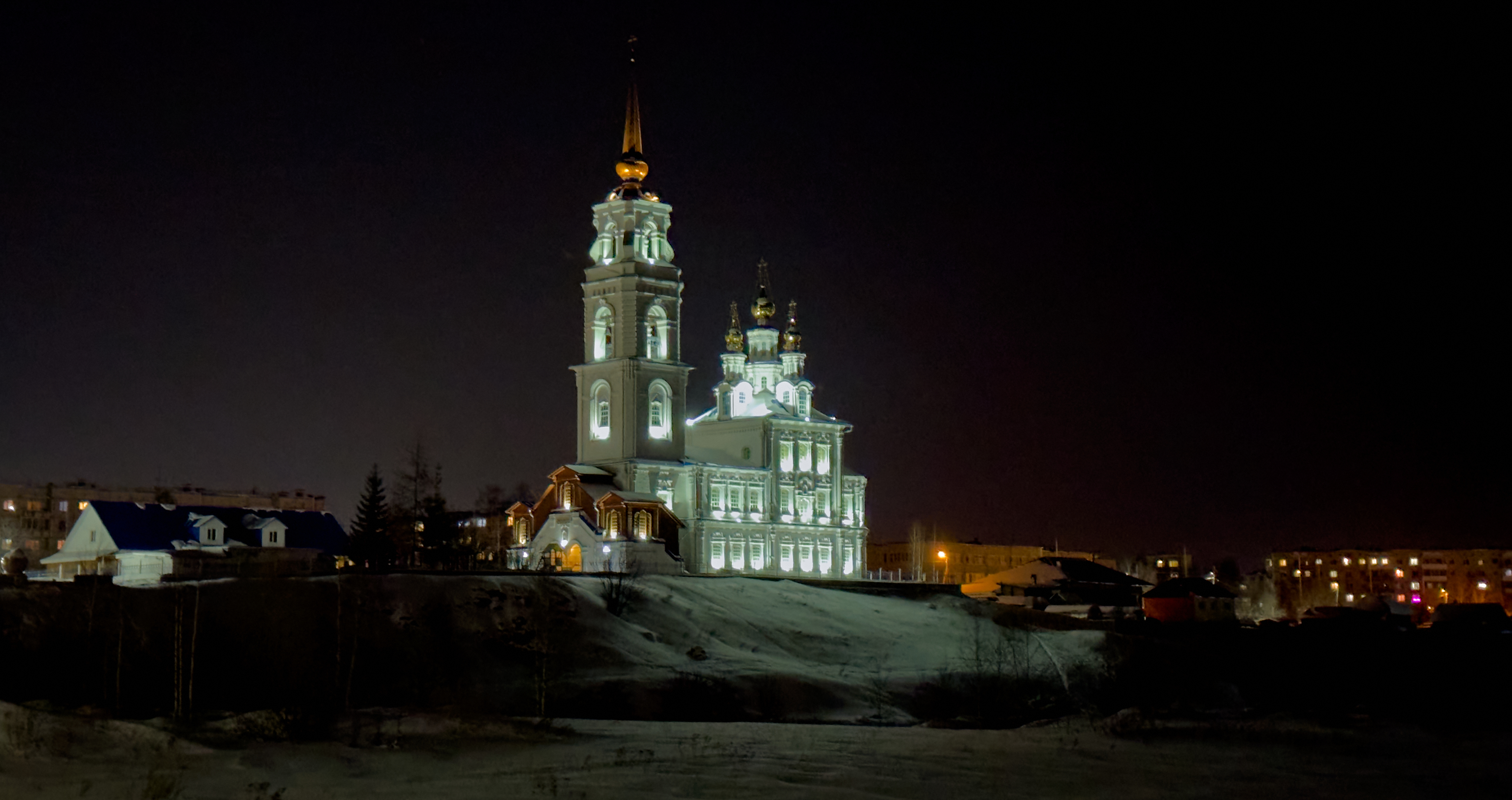
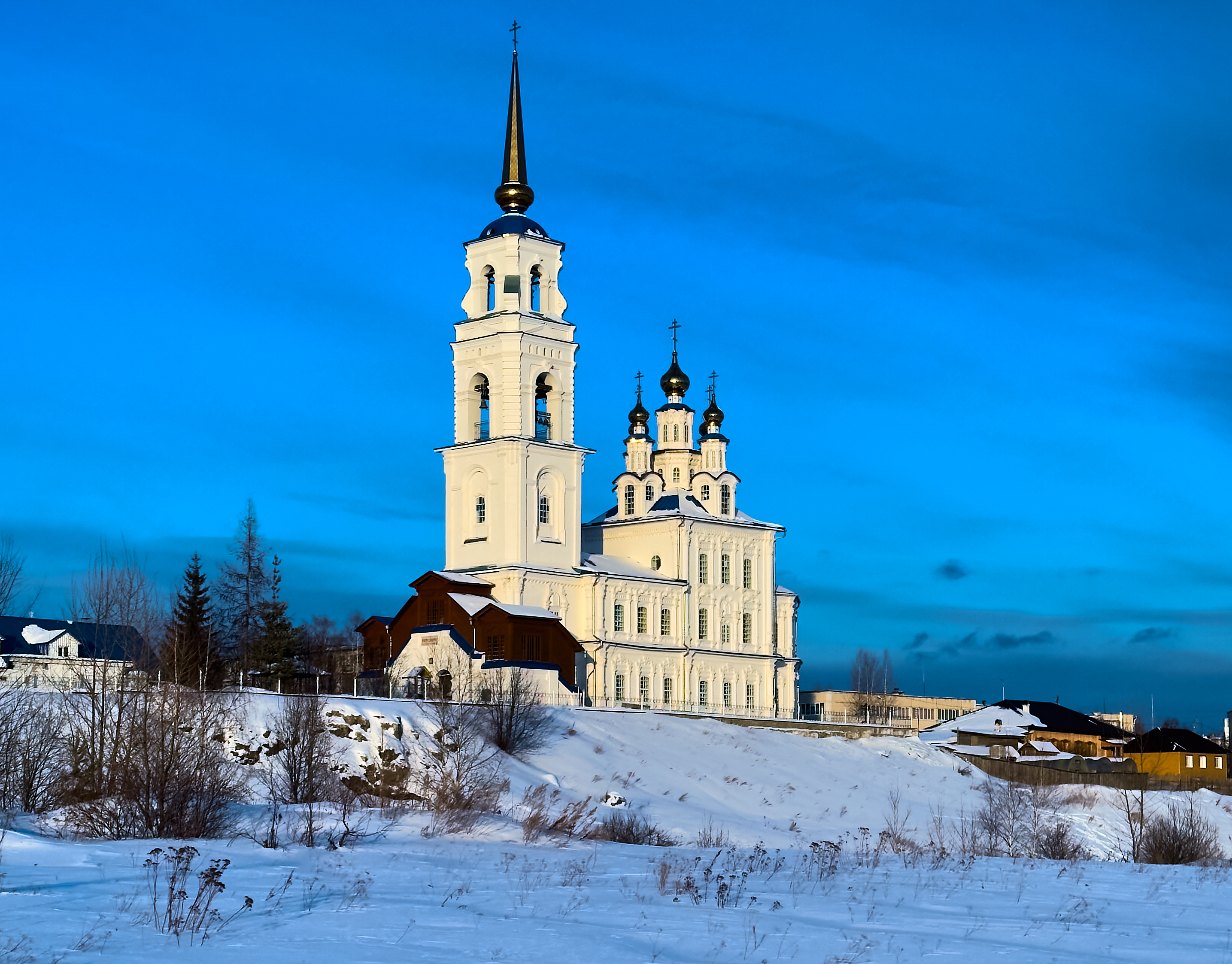